# Naar het middelpunt der aarde
Naar het middelpunt der aarde (originele titel Voyage au centre de la terre, in sommige Nederlandstalige versies ook vertaald als Reis naar het middelpunt der aarde) is een van de in Nederland bekendste boeken van de Franse schrijver Jules Verne. Het boek verscheen voor het eerst in 1864.

## Het verhaal
De Hamburgse Prof. Lidenbrock bestudeert een oude IJslandse gecodeerde runentekst. Uiteindelijk weet hij deze, met enige hulp van zijn neef (tevens assistent) Axel, te ontcijferen. De tekst luidt:
Daal af in de krater van de Sneffels Yocul (Snæfellsjökull), die de schaduw van de Scartaris treft vóór de eerste juli, vermetele reiziger, en u zal het middelpunt der aarde bereiken. Ik heb het gedaan. Arne Saknussemm.
De professor onderneemt hierop met Axel de reis naar IJsland om in de slapende vulkaan Snæfellsjökull af te dalen, samen met de ingehuurde gids Hans. Axel is niet erg dapper en heeft last van hoogtevrees. Bovendien is hij verliefd en wil hij niet van Gräuben, zijn verloofde, weg. Hierdoor onderneemt hij de reis aanvankelijk met de nodige reserves en tegenzin.
De groep daalt dieper en dieper af en reist daarbij ook zuidwaarts, weg van IJsland. Ze zien allerlei rotsformaties, fossielen en mineralen. Op een diepte van "dertig uur gaans" (ca. 150 km) bereikt het gezelschap een onderaardse zee, die de Lidenbrockzee wordt genoemd. De enorme grot wordt verlicht door een elektrisch verschijnsel en er komen zelfs weerverschijnselen voor. Op een geïmproviseerd vlot vertrekken ze van Gräuben-haven (vernoemd naar Axels geliefde) via het vulkanische eilandje Axel naar Kaap Saknussemm aan de zuidkust van deze enorme zee.
De oversteek duurt vele dagen en de reizigers ontdekken prehistorische dieren en wonen zelfs een gevecht bij tussen een plesiosaurus en een pliosaurus. Ook raken ze in een storm verzeild.
Bij Kaap Saknussemm blijken zelfs prehistorische bossen, dinosaurussen en een prehistorische mens te leven. De groep vindt dit niet erg veilig en trekt zich terug. Bovendien blijkt Saknussemm een grot bij de kaap ingegaan te zijn, wat blijkt uit een oud mes en een inscriptie.
Al snel blijkt de weg door een rotsformatie te zijn geblokkeerd. Axel en de professor trachten het blok met schietkatoen op te blazen, maar de ontploffing heeft een onvoorzien neveneffect. De zee met het vlot met daarop Axel, de professor en Hans wordt in een donker gat gezogen.
De stroom leidt uiteindelijk weer omhoog, naar de kraterpijp van een vulkaan. Het water verdampt meer en meer en een soort lavadeeg blijft achter. Uiteindelijk verliezen ze hun bewustzijn, komen met hun vlot en al door de krater naar buiten en komen aan de voet van de vulkaankegel weer bij. Zij blijken op het Italiaanse eiland Stromboli te zijn.
Na Hans te hebben uitbetaald gaat elk zijns weegs. Professor Lidenbrock wordt zeer beroemd en Axel trouwt met zijn beminnelijke Gräuben.

## Bewerkingen

### Film
- 1959 - Journey to the Center of the Earth, geregisseerd door Henry Levin, met Pat Boone en James Mason.
- 1976 - Viaje al centro de la Tierra, Spaanse film, geregisseerd door Juan Piquer Simón.
- 2008 - Journey to the Center of the Earth: een 3-D film geregisseerd door Eric Brevig.
- 2008 - Journey to the Center of the Earth - een direct-naar-dvd film geregisseerd door David Jones van The Asylum.

### Televisie
- Een versie van RHI Entertainment met in de hoofdrollen Ricky Schroder, Peter Fonda, Victoria Pratt, Steven Grayhm en Mike Dopud werd opgenomen op locatie in Vancouver in de zomer van 2007.
- Verschillende "gemaakt voor tv"-versies uit 1977 en 1993.
- Een animatieserie getiteld Journey to the Centre of the Earth werd voor het eerst uitgezonden in 1967.
- Een televisiefilm uit 1989 getiteld Journey to the Center of the Earth. Deze film gebruikte enkel Vernes idee en titel, maar bevatte voor de rest een uniek verhaal gericht op tieners.
- Een animatiefilm uit 1996. Met in de Nederlandse versie de stemmen van o.a. Paul van Gorcum, Fred Butter, Bernadette,  Edward Reekers en Peter van Hoof.

### Muziek
- 1974 - Journey to the Centre of the Earth, door Rick Wakeman.
- 2005 - Journey to the Centre of the Earth (voor brassband), door Peter Graham
- 2007 - Voyage au Centre de la Terre (voor fanfare- en harmonieorkest), door Harrie Janssen

## Trivia
- De aardkorst heeft in werkelijkheid een dikte van slechts ca. 8 tot 64 km.
- Jules Verne is nooit op IJsland geweest, maar beschreef het eiland aan de hand van beschrijvingen en kaarten.
- De meegebrachte uitrusting (voedsel, toestellen en apparaten, buskruit) zou in werkelijkheid niet door drie man te dragen zijn.
- De protagonisten zijn op Hans na allemaal Duitsers. In latere werken zijn de Duitsers antagonisten of karikaturen. Dit heeft zeer waarschijnlijk te maken met de Franse nederlaag in de Frans-Pruisische Oorlog.
- De vulkaan op Jan Mayen wordt abusievelijk de Esk genoemd, maar heet in werkelijkheid de Beerenberg. Esk is de naam van een krater aan de voet van de berg.
- In 1968 maakten de Amboy Dukes Journey to the Center of the Mind, een nummer en een gelijknamig album met een oproep tot gebruik van psychedelica dat een aan het boek van Verne ontleende titel kreeg. The Ramones maakten er in 1993 een punk-versie van, uitgebracht op hun album Acid Eaters. Later maakte X-Action een instrumentaal psytrance nummer met diezelfde titel.